# Xenotachina armata
Xenotachina armata är en tvåvingeart som beskrevs av Malloch 1929. Xenotachina armata ingår i släktet Xenotachina och familjen husflugor. Inga underarter finns listade i Catalogue of Life.